# Turtur afer
La tortora boschereccia macchieblu,  tortora macchiata di blu o tortora smeraldina macchieblù (anche tortora smeraldina macchie blu)  (Turtur afer Linnaeus, 1766) è un uccello della famiglia dei Columbidi.

## Descrizione
La tortora boschereccia macchieblu è lunga 22 cm e pesa 53-74 g. Delle stesse dimensioni delle congeneri, differisce dalla tortora boschereccia macchiesmeraldo per avere macchie blu iridescenti sulle ali al posto del verde, per il becco rosso e giallastro sulla parte terminale e per le zampe di un rosso più intenso.

## Biologia
Si nutre di semi, talvolta di ricino, termiti e piccole chiocciole. Costruisce un nido di 8-20 centimetri di diametro sugli alberi o sui cespugli a 1-3 metri di altezza, deponendo due uova color crema covate per 13 giorni. I piccoli sono svezzati a 13-14 giorni. Stanziale ad eccezione delle popolazioni del Ghana che si spostano verso sud durante la stagione secca.

## Distribuzione e habitat
Vive nell'Africa a sud del Sahara fino a sud dello Zimbabwe e Transvaal. Frequenta le aree boschive o cespugliose prediligendo le zone in prossimità dei corsi d'acqua, delle aree coltivate e deforestate. Nelle zone più aride viene soppiantata dalla tortora boschereccia macchiesmeraldo.

## Galleria d'immagini

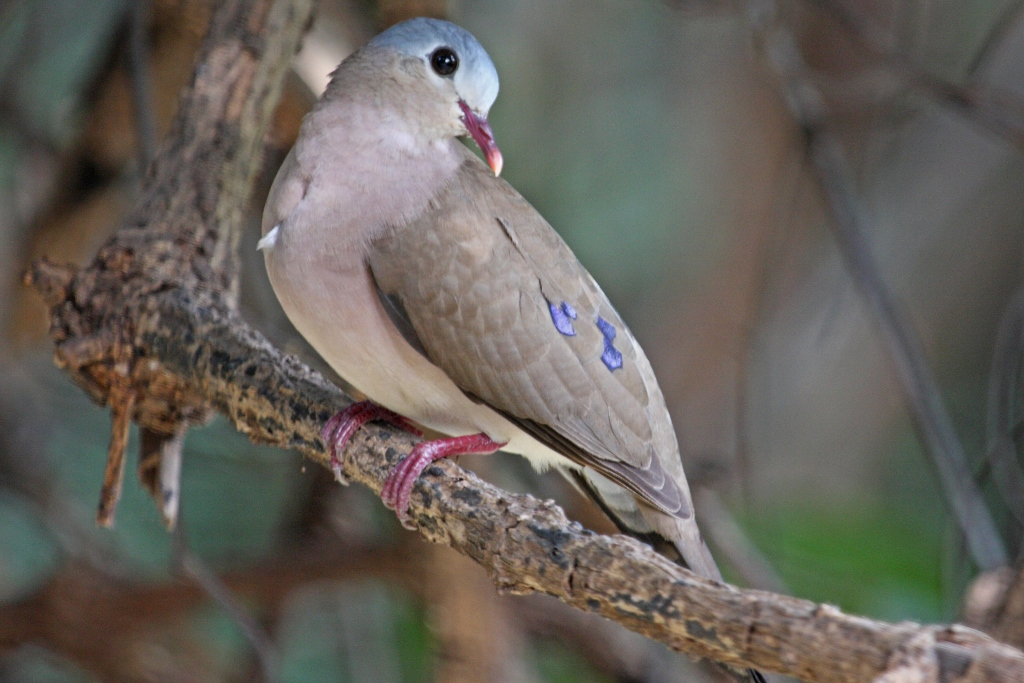
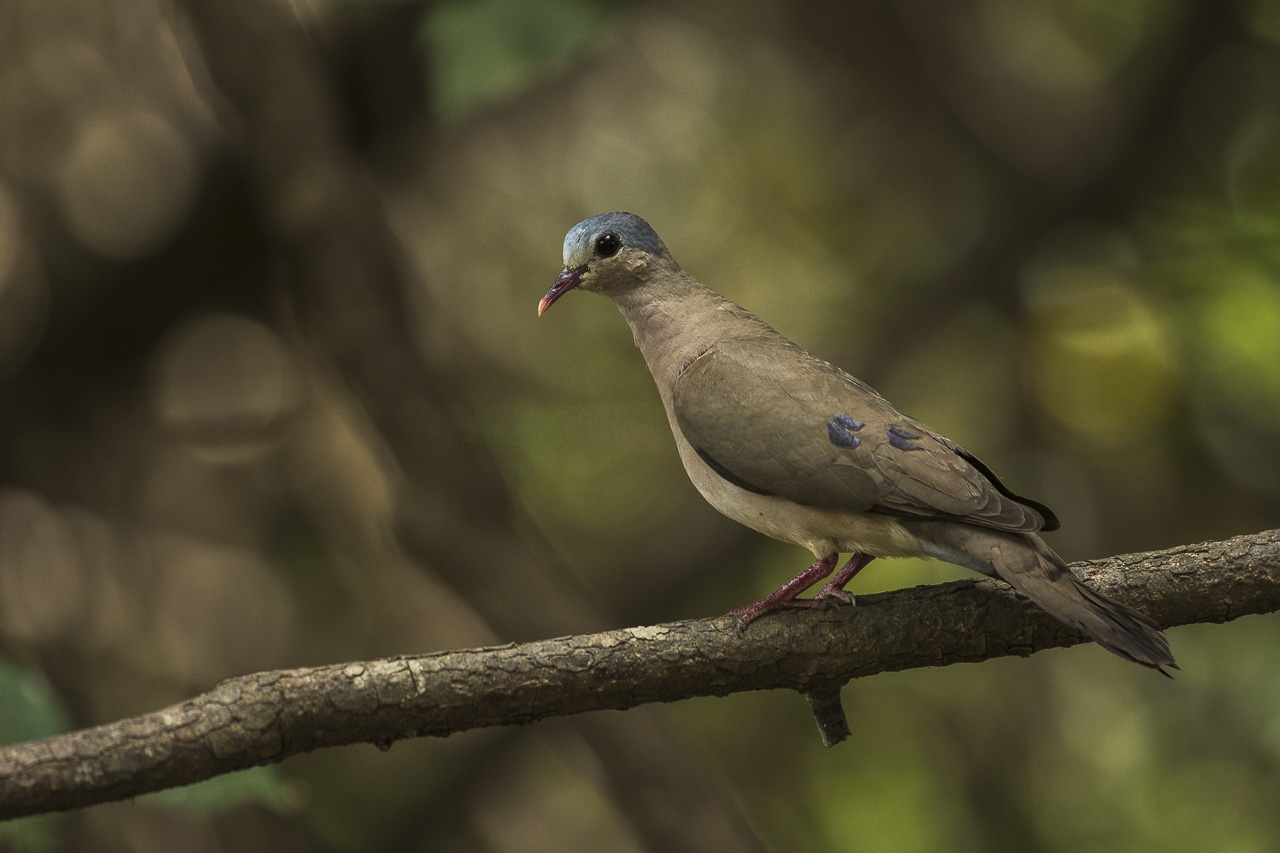
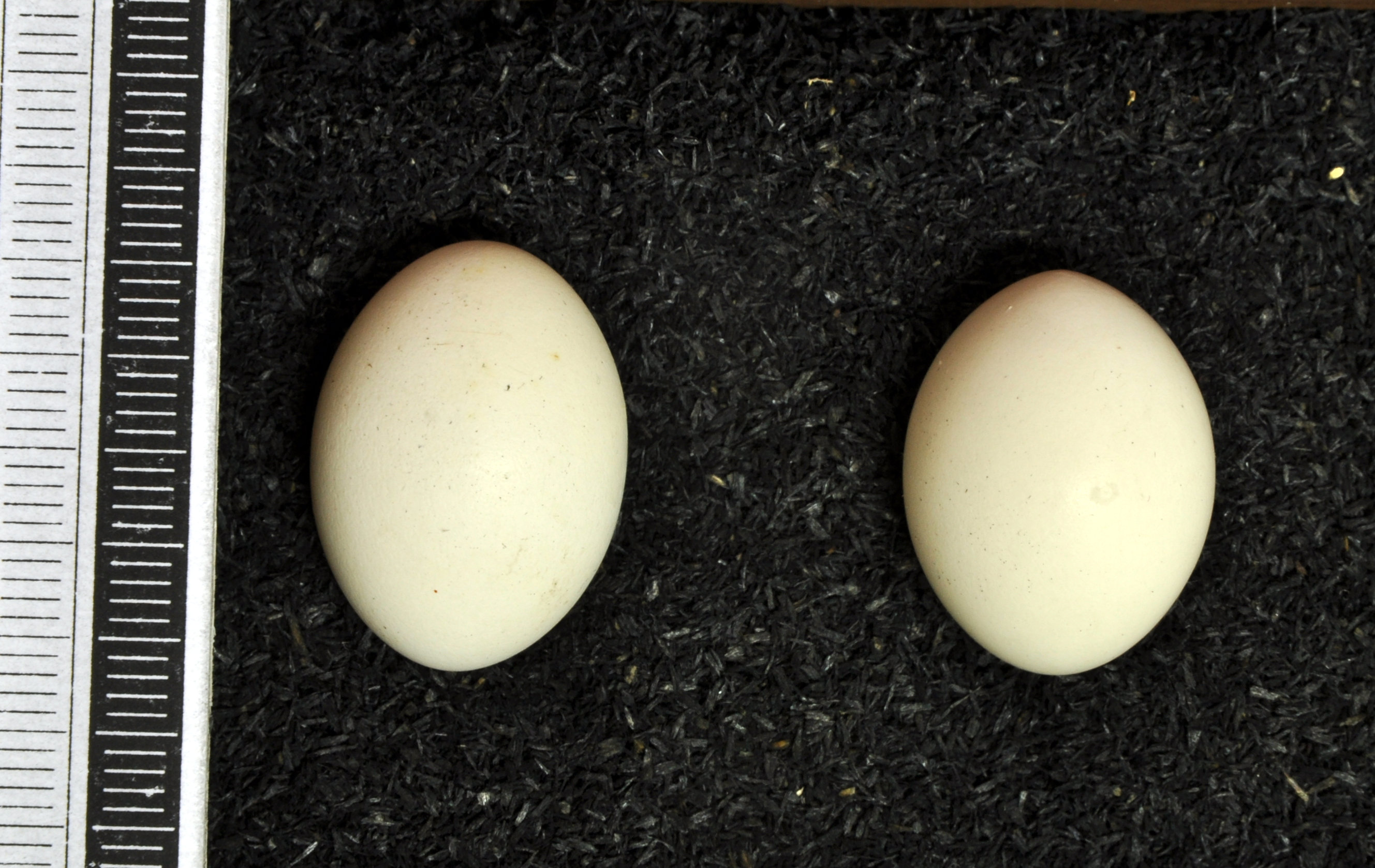
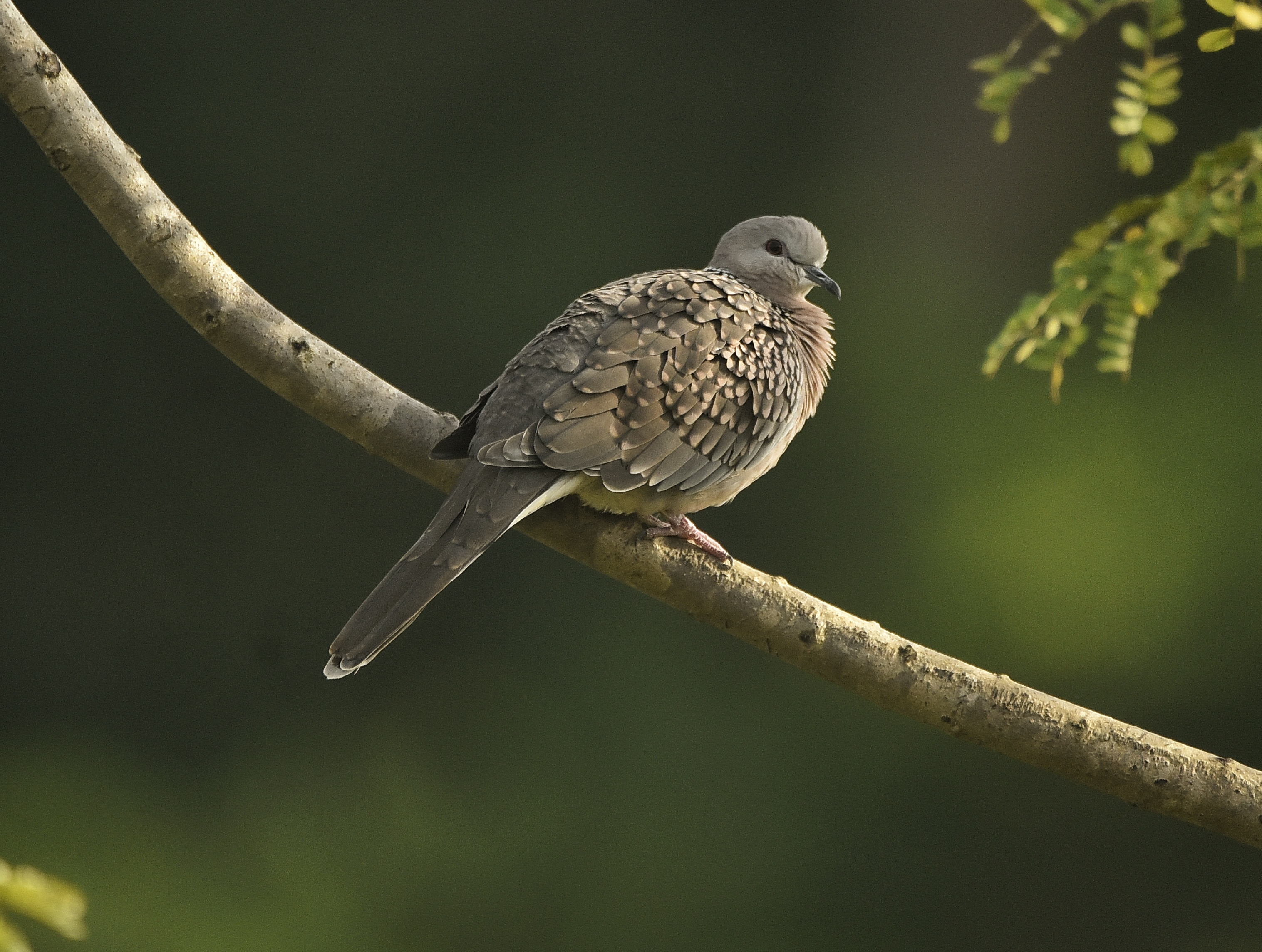